# Adolfo Mengotti
Adolphe Mengotti (Valladolid, 12 novembre 1901 – 1984) è stato un calciatore svizzero, di ruolo centrocampista.

## Carriera
Ha partecipato ai Giochi della VIII Olimpiade con la propria Nazionale, che vinse la medaglia d'argento, dopo aver perso 3-0 la finale contro l'Uruguay, partita che si disputò il 9 giugno 1924.
La formazione era la seguente:
Hans Pulver, Adolphe Reymond, Rudolf Ramseyer, August Oberhauser, Paul Schmiedlin, Aron Pollitz, Karl Ehrenbolger, Robert Pache, Walter Dietrich, Max Abegglen, Paul Fässler, Félix Bedouret, Adolfo Mengotti, Paul Sturzenegger, Edmond Kramer
Ha giocato nel FC Servette di Ginevra e nel Real Madrid (1919-1925). In quest'ultimo ha giocato anche con il fratello Arturo Mengotti (1921-1923).

## Biografia
Adolphe è nato il 12 novembre 1901, a Valladolid, Spagna, figlio di Alfredo Mengotti di Poschiavo, console generale a Madrid nel 1914. Dopo il suo ritiro come giocatore ha presieduto il Club Svizzero di Madrid. Rappresentante dell'azienda svizzera Nestlé in Spagna, è morto nel 1984.